# Jaume Biscarri i Busom de Saga
Jaume Biscarri i Busom de Saga   (Barcelona, 13 de juliol de 1837 - Barcelona, 17 de març de 1877) va ser pianista, compositor i musicògraf. Fundà la revista La España Musical. 

## Biografia
Fill de Francesco Biscarri i de Francesca Busom, i casat amb Francesca de Fortuny i de Carpi, germana d'Epifani de Fortuny i de Carpi.
Als sis anys començà a estudiar música a Bellpuig, sota la direcció de Baixel, i amplià estudis amb Francesc Coma, organista i mestre de capella de l'església parroquial de Balaguer. El 1850 s'establí definitivament a Barcelona, on completà la seva formació musical amb Bernat Calbó Puig, estudiant harmonia amb Francesc Andreví i piano amb Josep Maria Sirvent. Entre 1864 i 1865 feu un viatge d'estudis a París a fi de conèixer els darrers avenços musicals, i a la capital parisenca feu coneixença de Fétis, Carafa, Marmontel, Ravina, Ketterer, entre d'altres. També hi va freqüentar les reunions musicals de Rossini. Dos anys més tard i ja de tornada a Barcelona, el 1866, fundà juntament amb Andreu Vidal el setmanari La España Musical i hi portà la secció d'"Ensayos de crítica musical", a banda de publicar-hi treballs de temes històrics i artístics. A més de dedicar-se a l'ensenyament, també va fer d'intèrpret de piano, sent considerat, a Barcelona, un dels pianistes més destacats de la seva època. Al 22 de gener del 1877 va ser nomenat acadèmic corresponent de la Reial Acadèmia de Belles Arts de San Fernando de Madrid.
A més de la popular cançó Teresa, compongué diverses obres musicals, com una simfonia, un quartet de cordes, dos Benedictus per a tenor i orquestra, un ofertori i altres peces per a piano (en destaquen Colección de estudios i Capricho español), cant i algunes obres religioses. L'any 1871 va compondre l'antífona Tu es Petrus, que es va interpretar a la catedral de Barcelona per la celebració del vint-i-cinquè aniversari de l'entronització del papa Pius IX. Va publicar uns exercicis per a l'aprenentatge del piano i, a causa de la seva prematur traspàs, deixà incompleta una Historia científica del arte musical. Entre els seus deixebles hi figura el pianista Enric Ferrer i Rodrigo. També van compondre música el seu fill Jaume Biscarri i de Fortuny i una filla d'aquest, Antònia Biscarri i Cuyàs, pianista coneguda amb el pseudònim Laura Castilla. El seu fill, especialment, va tenir una gran producció musical i sovint es confonen les obres del pare pel fill o a l'inrevés.
El 1858, el compositor Nicolau Guanyabens dedicà a Jaume Biscarri la barcarola La Calma, que posteriorment s'ha popularitzat amb el nom La calma de la mar.
El fons musical de la família va ser adquirit per la Biblioteca de Catalunya l'any 1994. Sota l'autoria de Jaume Biscarri es conserven obres en els fons musicals de la catedral-basílica del Sant Esperit de Terrassa (TerC), i les parroquials de Santa Maria de Mataró (MatC) i Sant Esteve d'Olot (SEO).

## Obres
(Selecció)
- A mi primera ilusión, op. 8, redowa per a piano
- Americana
- ¿Baila usted?op. 41, americana per a piano
- Balsamina: bailable, per a piano
- ¿Canto del Rey Ezequías, per a orquestra
- Capricho español, op. 28, per a piano
- Danza americana, per a piano, veu i orquestra
- Despedida a la Virgen
- Elegías mazurcas (1875), dedicades a la memòria de Chopin
- Eloísa, danza americana
- Habaneras para piano, conjunt de sis peces
- Imitación de una cajita de música, op. 25, polca per a piano
- Jota para piano, op. 40
- El lánguido, schottisch, per a piano
- Marcela, danza americana, op. 44 bis, per a piano
- Marcha Fúnebre, per a piano
- Meditación, per a piano
- Melancolía
- Melodía fúnebre arreglada para orquesta, dedicada al seu pare, mort el 1857
- Música simfónica: Simfonia concertant
- Música de cambra: Cuarteto de cuerdas.
- Lo nen és mut, per a veu i piano, lletra de F.Camprodon
- Obdulia, danza americana
- Ofertorio (1872), per a orquestra, dedicat a Josep Marraco i Ferrer
- Pater Noster (1870), a cinc veus i harmònium
- Pensando en ti, danza, op. 39 bis, per a piano
- ¡Pobre tórtora!, redowa de salón
- Sinfonía a grande orquesta (1866)
- Teresa, op. 29 (1865), per a veu i piano, amb lletra de F. Camprodon, traduïda del català per J.Blanxart
- La Trinitaria, bailable, per a piano
- Il trovatore errante, pelegrino dell'amore, melodía para canto y piano, op. 37, amb lletra de Manuel S. Escardón y Morquecho
- Tu es Petrus (1871), a gran orquestra en commemoració del 25è aniversari de la coronació de Pius IX
- Yo te amo, per a veu i piano, amb lletra d'Isabel de Villamartín

### Manual pedagògic
- Estudios melódicos y progresivos de fácil ejecución compuestos para piano Barcelona: Juan Budó, 1862

## Altres referències
1. ↑   La Imprenta (edición mañana), 24-04-1877, p. 2863.
2. ↑  «Defuncions 1877, núm. 1785».   Arxiu Municipal Contemporani de Barcelona, 17-03-1877.
3. ↑   «Esquela de Francisca de Fortuny de Carpí». La Vanguardia, 18-11-1902, pàg. 1.
4. ↑  Cortès i Mir, Francesc. «El contexto lírico en la prensa de Barcelona entre 1859 y 1936». A: José Ignacio Suárez García, Ramón Sobrino Sánchez i María Encina Cortizo Rodríguez (ed.). Música lírica y prensa en España (1868-1936): ópera, drama lírico y zarzuela.  Oviedo: Universidad de Oviedo, 2018, p. 343-358. ISBN 978-84-17445-06-5.
5. ↑  «Fons Biscarri de la Biblioteca de Catalunya]». [Consulta: 1r gener 2015].
6. ↑  «Obres de Jaume Biscarri, a l'Inventari dels Fons Musicals de Catalunya». [Consulta: 1r gener 2015].